# Palacio presidencial de Sekhoutoureah
El Palacio presidencial de Sekhoutoureah (en francés: Palais présidentiel Sekhoutourea) es un edificio que se localiza en la ciudad de Conakri, la capital del país africano de Guinea, se trata de la sede del gobierno de esa nación. El Palacio Sekhoutoureah está detrás de la Catedral de Santa María (Sainte-Marie) y cerca del ministerio de educación superior e investigación científica.